# Boudewijn van Saksen-Coburg
Boudewijn Leopold Filips Marie Karel Anton Jozef Lodewijk van Saksen-Coburg (Brussel, 3 juni 1869 - aldaar, 23 januari 1891), prins van België, hertog van Saksen, prins van Saksen-Coburg en Gotha, was de oudste zoon van prins Filips.

## Familie
Na de dood van zijn enige zoon prins Leopold in 1869 zag Leopold II in zijn broer Filips, de graaf van Vlaanderen, niet de geschikte troonopvolger: Filips was doof en had geen ambitie om te regeren. Daarom vestigde koning Leopold zijn hoop op prins Boudewijn, de oudste zoon van Filips.
Zijn ouders kozen de naam Boudewijn niet toevallig. Ze verwezen hiermee naar de eerste graaf van Vlaanderen, Boudewijn I van Vlaanderen, en ook naar de eerste keizer van het Latijnse Keizerrijk uit Constantinopel, Boudewijn I van Constantinopel, die als Boudewijn IX regeerde over het graafschap Vlaanderen.
De jonge prins groeide op met zijn zusters en broer Albert in het paleis van Filips in de Regentschapsstraat in Brussel en werd voorbereid op zijn toekomstige taak. De jongste dochter van koning Leopold, prinses Clementine, was verliefd op haar neef, zo blijkt uit de correspondentie met haar zuster, aartshertogin Stefanie. Leopold zag in Clementine een goede koningin en was het idee van een huwelijk niet ongenegen, in tegenstelling tot Boudewijn zelf en zijn vader.
In 1884 schreef de prins zich in aan de Koninklijke Militaire School te Brussel waar hij een legeropleiding kreeg. Hij sprak goed Frans, Engels en Duits. Tijdens een bezoek aan Brugge in 1887 slaagde hij er zelfs in om Nederlands te spreken. Hier werd de mythe van de 'tweetalige prins' geboren, wat zijn populariteit ten goede kwam.

## Levenseinde
Begin 1891 werd Boudewijns zuster Henriëtte zwaar ziek, een longontsteking. Boudewijn, die griep had, bleef bij haar in de koude gangen bidden voor haar spoedig herstel. Op 23 januari overleed Boudewijn aan een longoedeem.
De plotse dood zorgde voor wantrouwen; in de pers verschenen verhalen die naar het Mayerlingdrama verwezen. In 1889 te Mayerling pleegde Leopolds II schoonzoon, man van zijn dochter Stefanie van België, de Oostenrijkse kroonprins Rudolf samen met zijn jeugdige maîtresse zelfmoord. Een publiek geheim was dat Boudewijn op 22 januari een nierbloeding opliep, een gevolg van een verwonding in een duel met de echtgenoot van zijn maîtresse in het kasteelpark van het kasteel van Bovelingen.
Boudewijn werd op 29 januari bijgezet in de Crypte van Laken.

## Varia
- Naar aanleiding van het overlijden prins Boudewijn kreeg de eerste bladzijde van de uitgave van het Bulletin officiel de l'État indépendant du Congo van januari 1891 een zwart rouwkader.[3]
- Na zijn dood werd het Carabiniersregiment naar hem vernoemd, bij Koninklijk Besluit van 21 juli 1930 door koning Albert. Het is gelegerd op het Kwartier Prins Boudewijn in Leopoldsburg.
- Naar hem werd de Prins Boudewijnkazerne aan het Daillyplein in Schaarbeek genoemd.
- Ook de Congolese stad Moba was in de koloniale periode naar hem vernoemd (Boudewijnstad/Baudouinville).

## Voorouders
| Voorouders van Boudewijn van België | Voorouders van Boudewijn van België                                                                       | Voorouders van Boudewijn van België                                                                       | Voorouders van Boudewijn van België                                                             | Voorouders van Boudewijn van België                                                             | Voorouders van Boudewijn van België                                                        | Voorouders van Boudewijn van België                                                        | Voorouders van Boudewijn van België                                                        | Voorouders van Boudewijn van België                                                        |
| ----------------------------------- | --- | --- | ----------------------------------------------------------------------------------------------- | ----------------------------------------------------------------------------------------------- | ------------------------------------------------------------------------------------------ | ------------------------------------------------------------------------------------------ | ------------------------------------------------------------------------------------------ | ------------------------------------------------------------------------------------------ |
| Overgrootouders                     | Frans van Saksen-Coburg-Saalfeld (1750-1806) ∞ 1777 Augusta van Reuss-Ebersdorf en Lobenstein (1757-1831) | Frans van Saksen-Coburg-Saalfeld (1750-1806) ∞ 1777 Augusta van Reuss-Ebersdorf en Lobenstein (1757-1831) | Lodewijk Filips I van Frankrijk (1773-1850) ∞ 1809 Marie Amélie van Bourbon-Sicilië (1782-1866) | Lodewijk Filips I van Frankrijk (1773-1850) ∞ 1809 Marie Amélie van Bourbon-Sicilië (1782-1866) | Karel van Hohenzollern-Sigmaringen (1785-1853) ∞ 1808 Marie Antoinette Murat (1793-1847)   | Karel van Hohenzollern-Sigmaringen (1785-1853) ∞ 1808 Marie Antoinette Murat (1793-1847)   | Karel van Baden (1786-1818) ∞ 1806 Stéphanie de Beauharnais (1789-1860)                    | Karel van Baden (1786-1818) ∞ 1806 Stéphanie de Beauharnais (1789-1860)                    |
| Grootouders                         | Leopold I van België (1790-1865) ∞ 1832 Louise Marie van Orléans (1812-1850)                              | Leopold I van België (1790-1865) ∞ 1832 Louise Marie van Orléans (1812-1850)                              | Leopold I van België (1790-1865) ∞ 1832 Louise Marie van Orléans (1812-1850)                    | Leopold I van België (1790-1865) ∞ 1832 Louise Marie van Orléans (1812-1850)                    | Karel Anton van Hohenzollern-Sigmaringen (1811-1885) ∞ 1834 Josefine van Baden (1813-1900) | Karel Anton van Hohenzollern-Sigmaringen (1811-1885) ∞ 1834 Josefine van Baden (1813-1900) | Karel Anton van Hohenzollern-Sigmaringen (1811-1885) ∞ 1834 Josefine van Baden (1813-1900) | Karel Anton van Hohenzollern-Sigmaringen (1811-1885) ∞ 1834 Josefine van Baden (1813-1900) |
| Ouders                              | Filips van België (1837-1905) ∞ 1867 Maria van Hohenzollern-Sigmaringen (1845-1912)                       | Filips van België (1837-1905) ∞ 1867 Maria van Hohenzollern-Sigmaringen (1845-1912)                       | Filips van België (1837-1905) ∞ 1867 Maria van Hohenzollern-Sigmaringen (1845-1912)             | Filips van België (1837-1905) ∞ 1867 Maria van Hohenzollern-Sigmaringen (1845-1912)             | Filips van België (1837-1905) ∞ 1867 Maria van Hohenzollern-Sigmaringen (1845-1912)        | Filips van België (1837-1905) ∞ 1867 Maria van Hohenzollern-Sigmaringen (1845-1912)        | Filips van België (1837-1905) ∞ 1867 Maria van Hohenzollern-Sigmaringen (1845-1912)        | Filips van België (1837-1905) ∞ 1867 Maria van Hohenzollern-Sigmaringen (1845-1912)        |
| Boudewijn van België (1869-1891)    | | |                                                                                                 |                                                                                                 |                                                                                            |                                                                                            |                                                                                            |                                                                                            |